# Kiefferulus chloronotus
Kiefferulus chloronotus är en tvåvingeart som först beskrevs av Jean-Jacques Kieffer 1911.  Kiefferulus chloronotus ingår i släktet Kiefferulus och familjen fjädermyggor. Inga underarter finns listade i Catalogue of Life.